# R. J. Hunter
Ronald Jordan "R. J." Hunter (Oxford (Ohio), 24 de outubro de 1993) é um jogador norte-americano de basquete profissional que atualmente joga pelo Long Island Nets, disputando a National Basketball Association (NBA). Foi draftado em 2015 na primeira rodada pelo  Boston Celtics.